# Pseudopoda digitata
Pseudopoda digitata là một loài nhện trong họ Sparassidae.
Loài này thuộc chi Pseudopoda. Pseudopoda digitata được miêu tả năm 2007 bởi Peter Jäger & Vedel.